# Alastair MacKellar
Alastair MacKellar (Nambour, 20 gennaio 2002) è un ciclista su strada e pistard australiano che corre come stagista per il team EF Education-EasyPost.

## Palmarès

### Strada
- 2021 (Israel Cycling Academy, una vittoria)

2ª tappa GP de Torres Vedras-Troféu Agostinho (Arruda dos Vinhos > Torres Vedras)
- 2023 (Israel Premier Tech Academy, due vittorie)

Campionati australiani, Prova in linea Under-23
Campionati australiani, Prova a cronometro Under-23
- 2024 (Hagens Berman Jayco, una vittoria)

4ª tappa Alpes Isère Tour (Saint-Maurice-l'Exil > Roussillon)

## Piazzamenti

### Classiche monumento
- Milano-Sanremo

2025: 154°

### Competizioni mondiali
- Campionati del mondo su strada

Fiandre 2021 - In linea Under-23: 96º
Glasgow 2023 - Cronometro Under-23: 12º
Glasgow 2023 - In linea Under-23: 40º
Zurigo 2024 - In linea Under-23: ritirato